# Super noire
Super noire est une collection de littérature policière, satellite de la Série noire, publié chez Gallimard de juillet 1974 à avril 1979.
Contrairement aux livres de la Série noire de l’époque, les couvertures des livres de la Super noire sont illustrées d’une photo noir et blanc. 
Cette collection comprend 134 volumes.

## Liste des titres
| N°  | Auteur                                 | Titre                                 | Titre original                                     | Année de publication dans la collection |
| --- | -------------------------------------- | ------------------------------------- | -------------------------------------------------- | --------------------------------------- |
| 001 | Vallet, Raf                            | Adieu Poulet !                        |                                                    | 1974                                    |
| 002 | Bastid, Jean-Pierre                    | Méchoui-massacre                      |                                                    | 1974                                    |
| 003 | Francis, Dick                          | La Casaque noire                      | Slayride                                           | 1974                                    |
| 004 | Bastid, Jean-Pierre et Martens, Michel | Les Tours d'angoisse                  |                                                    | 1974                                    |
| 005 | McShane, Mark                          | Mon mari est une sorcière             | The Othello Complex                                | 1974                                    |
| 006 | McBain, Ed                             | Branle-bas au 87                      | Hail to the Chief                                  | 1974                                    |
| 007 | Wilkins, Christopher                   | N'y mettez pas le doigt               | Finger                                             | 1975                                    |
| 008 | Blankenship, William Douglas           | Les Irréguliers                       | The Leavenworth Irregulars                         | 1975                                    |
| 009 | McCarry, Charles                       | Opération Golgotha                    | The Miernik Dossier (en)                           | 1975                                    |
| 010 | Bastid, Jean-Pierre et Martens, Michel | Derrick au poing                      |                                                    | 1975                                    |
| 011 | Howard, Clark                          | Meurtres sous la loupe                | The Killings                                       | 1975                                    |
| 012 | Reese, John H.                         | On ne tue pas les lâches              | They Don't Shoot Coward                            | 1975                                    |
| 013 | Clark, Evert et Horrock, Nicholas      | L'Intouchable                         | Contrabandista                                     | 1975                                    |
| 014 | McBain, Ed                             | Envoyez la fumée !                    | Where There's Smoke                                | 1975                                    |
| 015 | Collins, Max                           | La Vie en rouge                       | Bait Money                                         | 1975                                    |
| 016 | Malstrom, Robert et Orceyre, Michel    | Le Pot des anciens                    | Jud Night                                          | 1975                                    |
| 017 | Rice, Jeff                             | Nuit de terreur                       | The Night Stalker                                  | 1975                                    |
| 018 | Blazer, J.S.                           | J'suis pas dans le coup               | Deal Me Out                                        | 1975                                    |
| 019 | Kurz, Ron                              | Le Maton enragé                       | Lethal Gas                                         | 1975                                    |
| 020 | Kenrick, Tony                          | Les Malheurs de Lily                  | Stealing Lillian                                   | 1975                                    |
| 021 | Bosse, Malcolm                         | L'Homme qui aimait les zoos           | The Man Who Loved Zoos                             | 1975                                    |
| 022 | Alverson, Charles                      | Y'a de l'abus !                       | Fighting Back                                      | 1975                                    |
| 023 | Stark, Richard                         | Signé Parker                          | Butcher's Moon                                     | 1975                                    |
| 024 | Gage, Nicholas                         | Du vent dans les toiles               | Bones of Contention                                | 1975                                    |
| 025 | McBain, Ed                             | Flouze                                | Bread                                              | 1975                                    |
| 026 | Collins, Max                           | La Course au sac                      | Blood Money                                        | 1975                                    |
| 027 | Scott, Justin                          | L'Or à la pelle                       | Treasure for Treasure                              | 1975                                    |
| 028 | Collins, Michael                       | Hautes œuvres                         | The Silent Scream                                  | 1975                                    |
| 029 | O’Donnell, Lillian                     | Viol à la une                         | Dial 577 R.A.P.E.                                  | 1975                                    |
| 030 | Mann, Patrick                          | La Grande Pagaille                    | Dog Day Afternoon                                  | 1976                                    |
| 031 | Bloch, Robert                          | Le Boucher de Chicago                 | American Gothic                                    | 1976                                    |
| 032 | Swarthout, Glendon                     | Une gâchette                          | The Shootist                                       | 1976                                    |
| 033 | Lyons, Arthur                          | Le Fouineur                           | The Dead Are Discreet                              | 1976                                    |
| 034 | Westlake, Donald Edwin                 | V'là aut' chose !                     | Jimmy the Kid                                      | 1976                                    |
| 035 | Kenrick, Tony                          | Trois Petits Soldats                  | The Seven Days Soldiers                            | 1976                                    |
| 036 | Royce, Kenneth                         | Amenez les civières                   | The Woodcutter Operation                           | 1976                                    |
| 037 | Shagan, Steve                          | La Cité des dangers                   | City of Angels                                     | 1976                                    |
| 038 | Francis, Dick                          | Gare aux tocards                      | High Stakes                                        | 1976                                    |
| 039 | De Mille, Nelson                       | Haro sur les sorcières !              | The Hammer of God                                  | 1976                                    |
| 040 | McShane, Mark                          | Les Flocons de sang                   | The Headless Snowman                               | 1976                                    |
| 041 | Hirschfeld, Burt                       | Meurtres sur canapé                   | Secrets                                            | 1976                                    |
| 042 | Vallet, Raf                            | Sa majesté le flic                    |                                                    | 1976                                    |
| 043 | Miles, John et Morris, Tom             | Les Pirates du crépuscule             | Operation Nightfall                                | 1976                                    |
| 044 | Harris, Alfred                         | À la santé du trépassé                | The Joseph File                                    | 1976                                    |
| 045 | De Mille, Nelson                       | La Nuit du Phœnix                     | Night of Phoenix                                   | 1976                                    |
| 046 | Arrighi, Mel                           | Le Couperet                           | The Hatchet Man                                    | 1976                                    |
| 047 | McBain, Ed                             | Adieu cousine...                      | Blood Relatives                                    | 1976                                    |
| 048 | A.D.G.                                 | L'Otage est sans pitié                |                                                    | 1976                                    |
| 049 | Jacks, Oliver                          | La Seconde de détente                 | Assassination Day                                  | 1976                                    |
| 050 | Mitchell, James                        | La Java des truqueurs                 | Russian Roulette                                   | 1976                                    |
| 051 | Manchette, Jean-Patrick                | Que d'os !                            |                                                    | 1976                                    |
| 052 | Burns, Rex                             | À la moulinette !                     | The Alvarez Journal                                | 1976                                    |
| 053 | Case, David                            | Le Filon fantôme                      | Plum Drillin                                       | 1976                                    |
| 054 | Harris, Alfred                         | Suivez le veuf !                      | Baroni                                             | 1976                                    |
| 055 | Leonard, Elmore                        | Plus gros que le ventre               | Swag                                               | 1976                                    |
| 056 | Reese, John H.                         | Un shérif pour tout le monde          | A Sheriff for All the People                       | 1976                                    |
| 057 | Gores, Joe                             | Hammett                               | Hammett                                            | 1976                                    |
| 058 | West, Elliot                           | Gare aux arêtes !                     | The Killing Kind                                   | 1977                                    |
| 059 | Clapperton, Richard                    | Piège aux antipodes                   | The Sentimental Kill                               | 1977                                    |
| 060 | Bergman, Andrew                        | Le Pendu d'Hollywood                  | Hollywood and Levine                               | 1977                                    |
| 061 | Bleeck, Oliver                         | L'Entremetteur                        | No Questions Asked                                 | 1977                                    |
| 062 | Riordan, William                       | La Main prenante                      | On the Take                                        | 1977                                    |
| 063 | Irsfeld, John H.                       | Cavale au Texas                       | Little Kingdoms                                    | 1977                                    |
| 064 | Furst, Alan                            | Jamais le jeudi                       | Your Day in Barrel                                 | 1977                                    |
| 065 | Knickmeyer, Steve                      | Les tueurs sont tristes               | Straight                                           | 1977                                    |
| 066 | Thomas, Ross                           | Du sang dans les urnes                | Yellow-Dog Contract                                | 1977                                    |
| 067 | Bastid, Jean-Pierre et Martens, Michel | Adieu la vie...                       |                                                    | 1977                                    |
| 068 | Garlington, Philip                     | Le Tandem des méchants                | Ace and Eights                                     | 1977                                    |
| 069 | Francis, Dick                          | Et voilà le tableau !                 | In the Frame                                       | 1977                                    |
| 070 | De Mille, Nelson                       | Les harengs font la malle             | The Smack Man                                      | 1977                                    |
| 071 | Dennis, Ralph                          | On bricole                            | Murder's Not an Odd Job                            | 1977                                    |
| 072 | Charyn, Jerome                         | Marilyn la Dingue                     | Marilyn The Wild                                   | 1977                                    |
| 073 | MacKenzie, Donald                      | Le Chasseur de rats                   | Raven and the Ratcatcher                           | 1977                                    |
| 074 | McCarthy, Gary                         | Le Colt et le Stylo                   | The Derby Man                                      | 1977                                    |
| 075 | Judson, William                        | Les Saigneurs du village              | Kilman's Landing                                   | 1977                                    |
| 076 | Ryck, Francis                          | Les Fils des alligators               |                                                    | 1977                                    |
| 077 | Charyn, Jerome                         | Zyeux-Bleux                           | Blue Eyes                                          | 1977                                    |
| 078 | Dwyer, K.R.                            | L'Opération Libellule                 | Dragon Fly                                         | 1977                                    |
| 079 | Dennis, Ralph                          | Les Flambeurs d'Atlanta               | Down Among the Jocks                               | 1977                                    |
| 080 | McBain, Ed                             | L'Énervé de la gâchette               | Guns                                               | 1977                                    |
| 081 | Charyn, Jerome                         | Kermesse à Manhattan                  | The Education of Patrick Silver                    | 1977                                    |
| 082 | Downing, Warwick                       | D'amour et de sang frais              | The Gambler, the Minstrel and the Dance Hall Queen | 1977                                    |
| 083 | Lake, Peter                            | Les Inguérissables                    | Leffert's Disease                                  | 1977                                    |
| 084 | Imbar, Jean-Gérard                     | Les Lignards                          |                                                    | 1977                                    |
| 085 | Dennis, Ralph                          | Premier couteau                       | The Charleston Knife's Back in Town                | 1978                                    |
| 086 | Leonard, Elmore                        | Homme inconnu N° 89                   | Unknown Man N° 89                                  | 1978                                    |
| 087 | Ryck, Francis                          | Nos intentions sont pacifiques        |                                                    | 1978                                    |
| 088 | Wiles, Domini                          | La mort a des ailes                   | Death Flight                                       | 1978                                    |
| 089 | Upton, Robert                          | Pourquoi tuer ce vieux Georges ?      | Who'd Want To Kill Old George ?                    | 1978                                    |
| 090 | Barrett, Bob                           | L'Ingénu chez les cowboys             | Delay At Parson's Flat                             | 1978                                    |
| 091 | Destanque, Robert                      | Le Serpent à lunette                  |                                                    | 1978                                    |
| 092 | Kenyon, Michael                        | Viol à l'irlandaise                   | The Rapist                                         | 1978                                    |
| 093 | Lyons, Arthur                          | La Ravissante à l'abattoir            | The Killing Floor                                  | 1978                                    |
| 094 | Wilcox, Collin                         | Un carton sur les flics               | Doctor Lawyer                                      | 1978                                    |
| 095 | Marshall, William                      | Hong-Kong blues                       | The Hatchet Man                                    | 1978                                    |
| 096 | Blankenship, William Douglas           | De sang, de glace et d'or             | Yukon Gold                                         | 1978                                    |
| 097 | Brett, Michael                         | La Croqueuse de carats                | Diamond Kill                                       | 1978                                    |
| 098 | Arrighi, Mel                           | La Neige d'Istanbul                   | Turkish White                                      | 1978                                    |
| 099 | Murray, William                        | Kidnapping à la romaine               | The Mouth of the Wolf                              | 1978                                    |
| 100 | Alexander, Patrick                     | Mort d'une bête à la peau fragile     | Death of a Thin Skinned Animal                     | 1978                                    |
| 101 | Westlake, Donald Edwin                 | N'exagérons rien !                    | A Travest                                          | 1978                                    |
| 102 | Ryck, Francis                          | Prière de se pencher au-dehors        |                                                    | 1978                                    |
| 103 | Russell, A.-J.                         | Y en a là-dedans !                    | The Devalino Caper                                 | 1978                                    |
| 104 | Fauque, Jean-Charles                   | Sidi Ben Barbès                       |                                                    | 1978                                    |
| 105 | Leonard, Elmore                        | Le Don Quichotte du Sinaï             | The Hunted                                         | 1978                                    |
| 106 | Waller, Leslie                         | La Légion des donneurs                | Hide in Plain Sight                                | 1978                                    |
| 107 | Steelman, Robert James                 | La Belle Dame chez les Sioux          | Portrait of a Sioux                                | 1978                                    |
| 108 | Jackson, Jon A.                        | Tu t'entêtes ?                        | The Diehard                                        | 1978                                    |
| 109 | Block, Lawrence                        | Le Tueur du dessus                    | Burglar can't Be Choosers                          | 1978                                    |
| 110 | Bialot, Joseph                         | Le Salon du prêt-à-saigner            |                                                    | 1978                                    |
| 111 | Cunningham, E.V.                       | Les morts s'affranchissent            | The Case of the One Penny Orange                   | 1978                                    |
| 112 | McBain, Ed                             | Ça fait une paye !                    | Long Time No See                                   | 1978                                    |
| 113 | Teresa, Vincent                        | L'Ombrageux                           | Wiseguys                                           | 1978                                    |
| 114 | Westlake, Donald Edwin                 | La Joyeuse Magouille                  | Nobody's Perfect                                   | 1978                                    |
| 115 | Kaminsky, Stuart                       | Ne tirez pas sur Errol Flynn !        | Bullet for a Star                                  | 1978                                    |
| 116 | Crisp, Norman James                    | Retroussons nos manches               | The Odd Job Man                                    | 1978                                    |
| 117 | LaFountaine, George                    | Le Pétard récalcitrant                | Flashpoint                                         | 1978                                    |
| 118 | Currington, Owen Josiah                | Et sombre la galère                   | Break-Out                                          | 1978                                    |
| 119 | Barrett, Bob                           | Prends garde aux cactus !             | Pembrook vs. The West                              | 1979                                    |
| 120 | Greenhall, Ken                         | Des tueurs pas comme les autres       | Hell Hound                                         | 1979                                    |
| 121 | Kaminsky, Stuart                       | Judy et ses nabots                    | Murder On the Yellow Brick Road                    | 1979                                    |
| 122 | Cunningham, E.V.                       | Le Noyé de Beverly Hills              | The Case of the Russian Diplomat                   | 1979                                    |
| 123 | Leonard, Elmore                        | La Joyeuse Kidnappée                  | The Switch                                         | 1979                                    |
| 124 | Parrish, Frank                         | Des oiseaux et des flammes            | Fire in the Barkley                                | 1979                                    |
| 125 | Francis, Dick                          | Risqué !                              | Risk                                               | 1979                                    |
| 126 | Silver, Alfred                         | Pas de quoi pleurer                   | Good Time Charlie's Back in Town Again             | 1979                                    |
| 127 | Royce, Kenneth                         | La Méthode à Satan                    | The Satan Touch                                    | 1979                                    |
| 128 | Quinn, Derry                           | Les Petites Têtes piégées             | The Fear of God                                    | 1979                                    |
| 129 | McBain, Ed                             | J'ai tout gâché                       | Goldilocks                                         | 1979                                    |
| 130 | Block, Lawrence                        | Le monte-en-l'air est dans le placard | The Burglar in the Closet                          | 1979                                    |
| 131 | Rutherford, Douglas                    | Gagne ou crève                        | Collision Course                                   | 1979                                    |
| 132 | Leonard, Elmore                        | Valdez est arrivé !                   | Valdez Is Coming                                   | 1979                                    |
| 133 | Crisp, Norman James                    | Très peu pour moi !                   | The London Deal                                    | 1979                                    |
| 134 | Parrish, Frank                         | Sur un p'tit cheval                   | Stings of the Honeybee                             | 1979                                    |